# Siphonogorgia planoramosa
Siphonogorgia planoramosa är en korallart som beskrevs av Harrison 1908. Siphonogorgia planoramosa ingår i släktet Siphonogorgia och familjen Nidaliidae. Inga underarter finns listade i Catalogue of Life.